# Ulisses Wilson Jeronymo Rocha
Ulisses Wilson Jeronymo Rocha (San Paolo, 28 settembre 1999) è un calciatore brasiliano, difensore del Nacional.

## Carriera
Ulisses è cresciuto nel settore giovanile del Vasco da Gama, dove ha debuttato il 23 gennaio 2020 nell'incontro del Campionato Carioca perso 1-0 contro il Flamengo. Utilizzato principalmente nelle competizioni statali, nel 2023 è stato ceduto in prestito al Vila Nova dove però non è riuscito a debuttare.
Il 2 agosto 2023 è stato ceduto in prestito al Nacional, dove è diventato in poco tempo un elemento titolare nella difesa. A fine anno, concluso con la promozione in Primeira Liga, è stato acquistato a titolo definitivo.

## Statistiche

### Presenze e reti nei club
Statistiche aggiornate al 30 agosto 2024.’’
| Stagione        | Squadra         | Campionato      | Campionato | Campionato | Coppe nazionali | Coppe nazionali | Coppe nazionali | Coppe continentali | Coppe continentali | Coppe continentali | Altre coppe | Altre coppe | Altre coppe | Totale | Totale |
| Stagione        | Squadra         | Comp            | Pres       | Reti       | Comp            | Pres            | Reti            | Comp               | Pres               | Reti               | Comp        | Pres        | Reti        | Pres   | Reti   |
| --------------- | --------------- | --------------- | ---------- | ---------- | --------------- | --------------- | --------------- | ------------------ | ------------------ | ------------------ | ----------- | ----------- | ----------- | ------ | ------ |
| 2020            | Vasco da Gama   | A/RJ+A          | 2+0        | 0          | CB              | 0               | 0               | CS                 | 0                  | 0                  |             | -           | -           | 2      | 0      |
| 2021            | Vasco da Gama   | A/RJ+B          | 5+0        | 0          | CB              | 0               | 0               |                    | -                  | -                  |             | -           | -           | 5      | 0      |
| 2022            | Vasco da Gama   | A/RJ+B          | 9+0        | 0          | CB              | 1               | 0               |                    | -                  | -                  |             | -           | -           | 10     | 0      |
| 2023            | Vila Nova       | PD/GO+B         | 0          | 0          | CB              | 0               | 0               |                    | -                  | -                  |             | -           | -           | 0      | 0      |
| 2023-2024       | Nacional        | LdH             | 31         | 1          | CP+CdL          | 1+1             | 0               |                    | -                  | -                  |             | -           | -           | 33     | 1      |
| 2024-2025       | Nacional        | PL              | 4          | 0          | CP+CdL          | 0               | 0               |                    | -                  | -                  |             | -           | -           | 4      | 0      |
| Totale carriera | Totale carriera | Totale carriera | 51         | 1          |                 | 3               | 0               |                    | 0                  | 0                  |             | -           | -           | 54     | 1      |

## Palmarès

### Club

#### Competizioni statali
- Taça Rio: 1

Vasco da Gama: 2021